# Zbór luterański w Rozumicach
Zbór luterański w Rozumicach – istniejący do 1946 roku zbór luterański w Rozumicach.

## Historia
W 1523 roku księstwo karniowskie zostało zakupione przez Jerzego Hohenzolerna, który wprowadził wyznanie luterańskie. Obecność luteranizmu w Rozumicach została potwierdzona w źródłach w 1577 roku, a do roku 1946 było to wyznanie dominujące na terenie wsi. Od 1628 roku ludność ewangelicka była prześladowana w monarchii habsburskiej, wtedy to po raz pierwszy zamknięto kościół ewangelikom i wypędzono pastora Raphaela Ancklara. Mieszkańcy pozostali wierni swojemu wyznaniu i pomimo grożących im sankcji udawali się na nabożeństwa nawet do odległych Lewina Brzeskiego i Cieszyna. Ponadto ewangelickie nabożeństwa odbywały się w ukryciu w tzw. „leśnej ambonie” (niem. Kanzel), w jednym z leśnych wąwozów, znajdującym się nieopodal stanowisk archeologicznych (piaskownia). Nazwa wywodzi się od usypanego wzniesienia, służącego kaznodziei za ambonę.
Dzięki działalności hrabiego Ludwika von Zinzendorfa, który gościł we wsi osobiście w 1726 roku, herrnhuterzy pozyskali w Rozumicach i w sąsiedniej wsi Ściborzyce Wielkie wielu zwolenników. Wieś ta należała do ewangelickiej parafii Rozumice. Ostatecznie zwolennicy herrnhuterów później osiedlili się w Pawłowiczkach, gdzie powstała ich osada Gnadenfeld. W 1742 roku w Prusach ewangelicy uzyskali wolność praktyk religijnych. Rok później otrzymali pozwolenie na budowę domu modlitwy.  Miejscowi luteranie odegrali znaczącą rolę w renesansie luteranizmu tego regionu w połowie XVIII stulecia w większościowo katolickim Górnym Śląsku. W roku 1800 ewangelicy wygrali bezprecedensowy w tym regionie proces o prawo własności miejscowego kościoła. Wyrok ogłoszono w Brzegu 27 czerwca 1800 roku. Po poświęceniu nowego kościoła w 1807 roku parafia obejmowała obszar od Branic na zachodzie po Hluczyn na wschodzie i od Baborowa na północy po Opawę na południu. Łącznie do parafii należało około 1500 wiernych, a do komunii przystępowało do tysiąca osób. Oprócz ewangelickich Rozumic i Ściborzyc Wielkich, najwięcej wiernych zamieszkiwało w większości katolickie miejscowości Sudice, Dzierżysław, Rogożany, Branice. Nabożeństwa prowadzono w językach niemieckim oraz czeskim dla ewangelików ze Ściborzyc Wielkich i mniej licznych z miejscowości Hněvošice, Kobeřice, Oldřišov, Služovice, Nasiedle, Lubotyń. W 1873 roku poświęcono kościół filialny w Ściborzycach Wielkich dla głównie morawskojęzycznych wiernych.
W okresie sprawowania władzy w Niemczech przez narodowych socjalistów działał we wsi pastor Arnold Hitzer, członek Kościoła wyznawców (niem. Bekennende Kirche). W tym czasie odprawiano w „leśnej ambonie” nabożeństwa upamiętniające przywiązanie miejscowych ewangelików do Słowa Bożego, a nie do nazistowskiej władzy. Podobne nabożeństwa miały też miejsce w sąsiednich Ściborzycach Wielkich. W 1946 roku miejscowa ludność została wysiedlona, parafia przestała funkcjonować, nieliczni pozostali we wsi ewangelicy uczęszczali do ewangelickiego kościoła w Ściborzycach Wielkich, podczas gdy miejscowy kościół popadł w ruinę.